# Barycz Stara
Barycz Stara – wieś w Polsce położona w województwie mazowieckim, w powiecie zwoleńskim, w gminie Zwoleń. 
Miejscowość wchodzi w skład sołectwa Barycz.
W latach 1975–1998 miejscowość administracyjnie należała do województwa radomskiego.
Obok miejscowości przepływa niewielka rzeka Zwoleńka, dopływ Wisły.

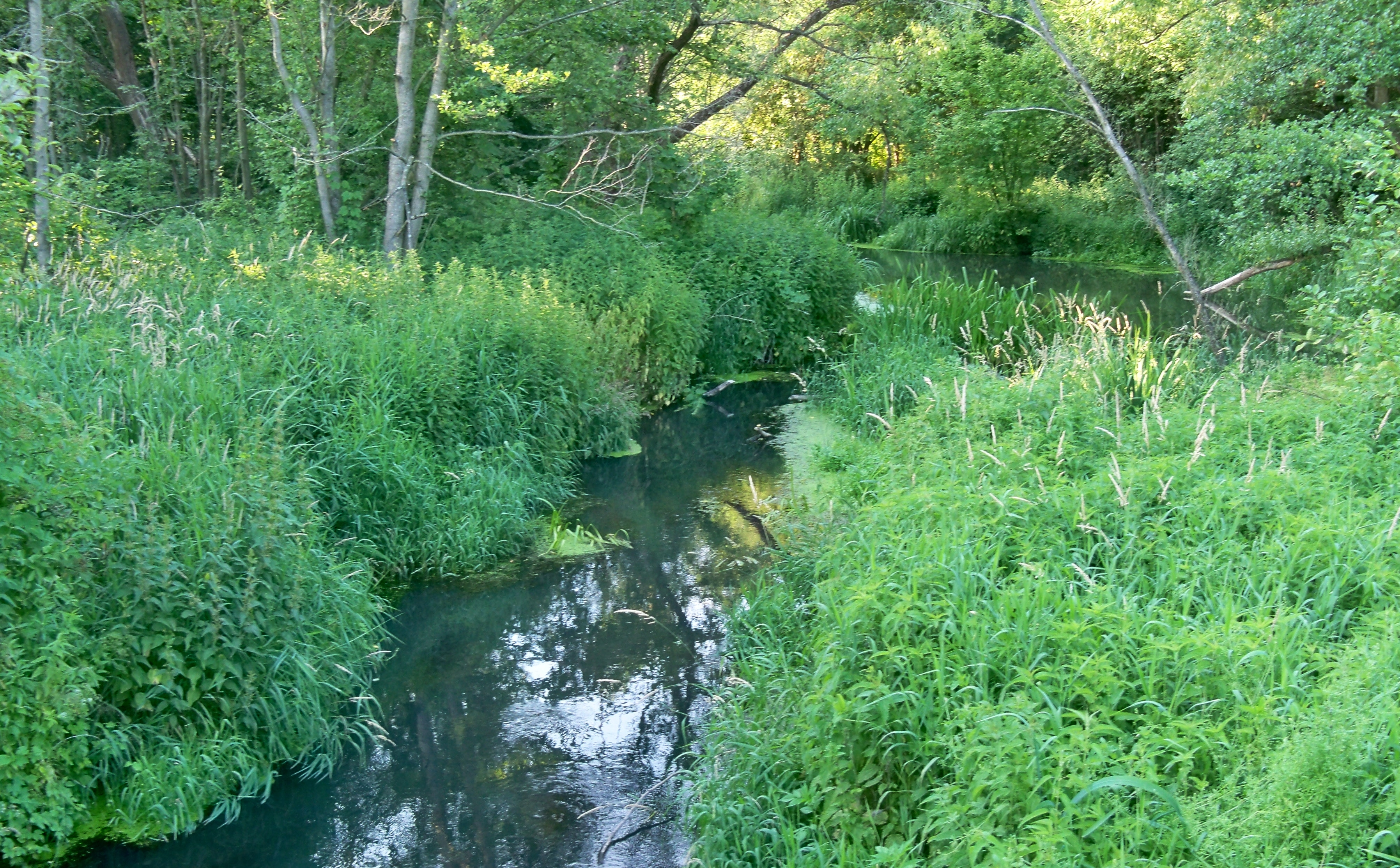
Rzeka Zwoleńka w Baryczy Starej

Wierni Kościoła rzymskokatolickiego należą do parafii Niepokalanego Poczęcia NMP w Jasieńcu Soleckimj.